# Sander Post
Sander Post (* 10. September 1984 in Viljandi, Estnische SSR, Sowjetunion) ist ein ehemaliger estnischer Fußballspieler und heutiger -trainer.

## Als Spieler

### Verein
Post begann seine Karriere bei den Zweitligisten Tulevik Viljandi und FC Elva. Weitere Vereine in Estland waren anschließend der FC Flora Tallinn und Tervis Pärnu. Seine erste ausländische Station war der dänische Klub Vejle BK, wo er sich aber nicht durchsetzen konnte. Bis zum Ende der Saison 2009/10 spielte er sehr erfolgreich in den Niederlanden bei den Go Ahead Eagles aus Deventer. Im März 2011 unterschrieb Post einen Dreijahresvertrag bei Aalesunds FK in der norwegischen Tippeligaen. Beim Verein aus Ålesund traf der großgewachsene Stürmer auf seinen Landsmann Enar Jääger, der bereits seit 2010 dort spielte. In der Saison 2011 gewann er dort den nationalen Pokal. Nach zwei Spielzeiten in Norwegen wechselte Post zum FC Flora Tallinn und holte auch dort wieder den Pokal. Von 2015 bis 2018 spielte Post dann erneut für den Ligarivalen Tulevik Viljandi und beendete anschließend seine aktive Karriere.

### Nationalmannschaft
Von 2001 bis 2006 absolvierte Sander Post insgesamt 23 Partien für diverse estnische Jugendauswahlen und erzielte dabei einen Treffer. Sein Debüt in der A-Nationalmannschaft absolvierte Post am 2. Dezember 2004 im Spiel um Platz drei des King’s Cup gegen Ungarn. Bei der 0:5-Niederlage im thailändischen Bangkok wurde er in der 65. Minute für Raio Piiroja ausgewechselt. Seinen einzigen Treffer für die Auswahl erzielte der Stürmer am 21. Mai 2010 im Testspiel gegen Finnland (2:0).

### Erfolge
- Estnischer Meister: 2010, 2011
- Norwegischer Pokalsieger: 2011
- Estnischer Pokalsieger: 2008, 2011, 2013
- Estnischer Superpokalsieger: 2011

### Auszeichnungen
- Torschützenkönig der estnischen Meistriliiga: 2010 (24 Tore)
- Spieler der Saison in der estnischen Meistriliiga: 2010

## Als Trainer
Anfang 2017 wurde Post erst spielender Co-Trainer von Tulevik Viljandi, ehe er ein Jahr später den Cheftrainerposten des Vereins übernahm. Von 2021 bis 2024 war er Co-Trainer des FC Flora Tallinn und seit dem 1. September 2022 ist er parallel dazu Trainer der estnischen U-21-Nationalmannschaft.